# Rattwitz (Bautzen)
Rattwitz, obersorbisch Ratarjecyⓘ, ist eine zum Stadtteil Stiebitz gehörende Dorflage in der sächsischen Kreisstadt Bautzen. Der Ort liegt in der Oberlausitz gehört zum anerkannten sorbischen Siedlungsgebiet.

## Geografie
Rattwitz befindet sich westlichen Stadtgebiet Bautzens etwa zwei Kilometer von der Kernstadt entfernt. Umliegende Ortschaften sind Temritz im Norden, Teichnitz im Nordosten, die Bautzener Kernstadt im Osten, der zur Gemeinde Doberschau-Gaußig gehörende Ortsteil Grubschütz im Süden, die zur Gemeinde Göda gehörenden Ortsteile Oberförstchen im Südwesten und Dreistern im Westen sowie der Bautzener Stadtteil Salzenforst im Nordwesten.
Durch Rattwitz verläuft die sächsische Staatsstraße 111 von Göda nach Bautzen. Unmittelbar nördlich des Dorfes verläuft die Bundesautobahn 4 von Dresden nach Görlitz.

## Geschichte
Rattwitz wurde erstmals 1386 als „Ratewicz“ urkundlich erwähnt. In der folgenden Zeit änderte sich der Name von „Radywicz“ im Jahr 1400 über „Rathewicz“ im Jahr 1451 und „Rottwitcz“ im Jahr 1469 zum heutigen „Rattwitz“ im Jahr 1584. 1751 wurde der Name „Radewitz“ genannt. In Rattwitz gab es ab spätestens 1563 ein Rittergut, dessen Herren die Grundherrschaft über das Dorf innehatten.
Bis zum 1. April 1936 war Rattwitz eine eigenständige Landgemeinde, dann wurde der Ort nach Stiebitz eingemeindet. Als Teil der Gemeinde Stiebitz wurde Rattwitz am 25. Juli 1952 dem damals neu gebildeten Kreis Bautzen im Bezirk Dresden zugeordnet. Nach der Wende in der DDR kam Rattwitz im Zuge der Eingemeindung Stiebitz am 1. Januar 1994 an die Stadt Bautzen. Am 1. August 1994 wurde der Ort dem alten Landkreis Bautzen zugeordnet, seit der Kreisreform in Sachsen vom 1. August 2008 gehört das Dorf zum Landkreis Bautzen.
Rattwitz gehört seit dem 16. Jahrhundert zur Kirchengemeinde Göda.

## Bevölkerung und Sprache
Für das Jahr 1777 waren in Rattwitz drei Gärtner und vier Häusler verzeichnet. 1834 hatte der Ort 65 Einwohner. Die Einwohnerzahl im Ort stieg daraufhin von 82 Einwohnern im Jahr 1871 auf 146 Einwohner im Jahr 1910 an. 1925 hatte Rattwitz 266 Einwohner, davon waren 239 evangelisch-lutherischer Konfession und 27 Katholiken.
Für seine Statistik über die sorbische Bevölkerung in der Oberlausitz ermittelte Arnošt Muka für das Jahr 1884 eine Bevölkerungszahl von 87 Einwohnern, davon waren 79 Sorben (91 %) und 8 Deutsche.